# 美 少年
美 少年（日语：／ Bishonen），是日本傑尼斯事務所旗下尚未出道的五人男子偶像組合，目前以小傑尼斯的身分從事活動。

## 成員

### 現成員
| 姓名      | 讀法                | 出生日期 出身地               | 血型 | 代表色 | 備註 |
| --------- | ------------------- | ----------------------------- | ---- | ------ | ---- |
| 藤井 直樹 | ふじい なおき       | 2000年9月18日 · 日本千葉縣    | O    | 綠色   |      |
| 那須 雄登 | なす ゆうと         | 2002年1月16日 · 日本東京都    | B    | 藍色   |      |
| 浮所 飛貴 | うきしょ ひだか     | 2002年2月27日 · 日本愛知縣    | B    | 橘色   |      |
| 岩崎 大昇 | いわさき たいしょう | 2002年8月23日 · 日本神奈川縣  | O    | 黃色   |      |
| 佐藤 龍我 | さとう りゅうが     | 2002年12月17日 · 日本神奈川縣 |      | 紅色   |      |

### 舊成員（已退出）
| 姓名      | 讀法              | 出生日期 出身地           | 血型 | 代表色 | 備註                                     |
| --------- | ----------------- | ------------------------- | ---- | ------ | ---------------------------------------- |
| 金指 一世 | かなさし いっせい | 2004年2月9日 · 日本東京都 | O    | 紫色   | 2024年11月1日0點起退出組合、離開事務所。 |

## 經歷
- 2016年11月23日，小杰尼斯情报局透過影片形式宣布由藤井直树、那须雄登、浮所飞贵、岩崎大昇、佐藤龙我等5人結成新團體[1]，由於事務所希望他們与曾经存在於关西的小杰尼斯團體「Aぇ少年」互為競爭對手，因此賦予他們「東京B少年」的團體名稱[2]。同年12月3日，在「JOHNNYS` ALL STARS ISLAND」活動中首次在觀眾面前亮相。
- 2017年4月，在「杰尼斯银座 2017」活動演出的前几天，突然紧急宣布金指一世加入队伍，成为6人的團體[3]。
- 2018年11月19日，在Johnny's web上宣布將團名更改為「Sexy美少年」。
- 2019年1月7日，再次更改團名為「美 少年」。
- 2024年11月1日起，金指一世退出團體、離開事務所，成為5人團體。
- 2025年2月16日，由於宣布新團體成立，團體實質上已解散[4]。

## 原創歌曲
| 年   | 歌曲名稱                   | 作詞                                 | 作曲                                                                  | JASRAC編號 | 備註                                   |
| ---- | -------------------------- | ------------------------------------ | --------------------------------------------------------------------- | ---------- | -------------------------------------- |
| 2017 | HiB HiB dream              | ENA☆                                 | - ERIXON CHRISTOFER JONAS ROBIN - MELIN JOSEF MATTIAS - TAKUYA HARADA | 1L0-3427-8 | 與HiHi Jets合唱                        |
| 2018 | みなみなサマー             | - 夏ノ芹子 - SATOMI                  | 馬飼野康二                                                            | 238-5418-9 | 與HiHi Jets合唱                        |
| 2018 | Cosmic Melody              | - イワツボコーダイ - KOMEI KOBAYASHI | - WolfJunk - イワツボコーダイ                                         | 233-6894-2 |                                        |
| 2018 | 僕らはMysterious           | ケリー                               | 福岡良太                                                              | 239-8344-2 |                                        |
| 2019 | おいで、Sunshine!          | 高木誠司                             | DR.DALMATIAN                                                          | 246-6330-1 | 與HiHi Jets合唱                        |
| 2019 | ねぇ もっと                | 龜梨和也                             | - 栗原曉 - 久保田真悟                                                 | 248-2824-6 |                                        |
| 2020 | LALA LOVE                  | 山下智久                             | - 山下智久 - WAKE                                                     | 251-0118-8 |                                        |
| 2020 | SUPER BOYS                 | JUN                                  | - OHRN ANDREAS JAKOB ERIK - ATSUSHI SHIMADA                           | 1N9-2993-1 |                                        |
| 2021 | Beautiful Love             | MINE                                 | - SAMSSON FREDRIK CARL TOMAS - 川口進                                 | 1P0-3476-1 |                                        |
| 2021 | 虹の中で                   | 岡田 ケイスケ                        | SHOW YANAI                                                            | 261-1591-3 | 電影《胸が鳴るのは君のせい》主題曲     |
| 2021 | ザ・ハイスクールヒーローズ | 岩崎貴文                             | 岩崎貴文                                                              | 266-1821-4 | 電視劇《THE HIGH SCHOOL HEROES》主題曲 |
| 2021 | High Beat                  | MINE                                 | - MINE - 川口進 - ATSUSHI SHIMADA                                     | 265-5289-2 | 與HiHi Jets合唱                        |
| 2022 | Sing it                    | KOUDAI IWATSUBO                      | PERSSON JOACIM BO・ALKENAS JOHAN CARL AXEL                            | 1Q5-8378-4 |                                        |
| 2022 | YOU & 美                   | - ATSUSHI SHIMADA - KOMEI KOBAYASHI  | - NORDQVIST ALBIN HALVAR OLAUS - LINDBERG MARCUS - 佐原康太           | 1Q6-3973-9 |                                        |
| 2022 | 未来SUNRISE                | - 佐原康太 - 川口進                  | - 佐原康太 - 川口進                                                   | 274-0484-6 | 與HiHi Jets合唱                        |
| 2022 | Compass                    | - KOMEI KOBAYASHI - 草川瞬           | - OHRN ANDREAS JAKOB ERIK - WAHLE CHRIS                               | 1R2-6397-0 |                                        |
| 2023 | Boom SHAKALAKA             | KOMEI KOBAYASHI                      | - KOMEI KOBAYASHI - NORDQVIST ALBIN HALVAR OLAUS - STEVEN LEE         | 1R2-4688-9 |                                        |
| 2023 | 吉吉 Bang!Bang!            |                                      |                                                                       |            |                                        |
| 2023 | Big Wave!!!!!!             |                                      |                                                                       |            |                                        |
| 2023 | 奇跡が起きるとき           |                                      |                                                                       |            | 電視劇《春は短し恋せよ男子。》主題曲   |

## 出演

### 舞台劇
- JOHNNYS` ALL STARS ISLAND（2016年12月－2017年1月，帝國劇場）[5]
- 傑尼斯銀座 2017（2017年4月29日－5月5日，Theatre Creation）－以「HiHi B少年」的名義[6]
- JOHNNYS' YOU&ME IsLAND（2017年9月6日－9月30日，帝國劇場）[7]
- JOHNNYS' Happy New Year IsLAND（2018年1月1日－1月27日，帝國劇場）
- 傑尼斯銀座 2018 必須要看！我們創作的Janikaru 和 Special Show Time（2018年4月29日－6月3日，Theatre Creation）[8]
- JOHNNYS' King & Prince IsLAND（2018年12月6日－2019年1月27日，帝國劇場）
- 傑尼斯銀座 2019 Tokyo Experience（2019年4月28日－5月6日，Theatre Creation）
- JOHNNYS' IsLAND（2019年12月8日－2020年1月27日，帝國劇場）
- DREAM BOYS（2020年12月10日－2021年1月27日，帝國劇場）
- 少年們 給你這首歌（2021年9月5日－27日，新橋演舞場）－與HiHi Jets主演
- Johnnys' Island THE NEW WORLD（2022年1月1日－26日，帝國劇場）- 與HiHi Jets、7 MEN 待、少年忍者、Jr.SP共演
- 少年們 仰望那片天空（2022年9月11日－10月13日，新橋演舞場、10月28日－11月6日，御園座）- 與HiHi Jets主演

### 演唱會
- 小傑尼斯慶典（2017年3月24日－3月26日，橫濱體育館；4月8日－4月9日，埼玉超級競技場）
- Summer Station ～你們是～KING'S TRASURE（2017年7月20日－7月26日、8月22日－8月27日，六本木EX劇場）－與Mr.KING、Prince、HiHi Jet共同演出[9]
- 登陸台場 周末的遊樂場（2017年11月25日、11月26日，12月23日、12月24日，台場灣岸工作室特别舞台）－以「HiHi B少年」的名義
- 夏季慶典！裸之少年（2018年7月20日－7月26日；8月14日－8月26日，六本木EX劇場）－與HiHi Jets共同演出
- JOHNNYS' Experience（2019年3月6日－3月8日，東京巨蛋表演廳）
- 爸爸媽媽第一 裸之少年 夏季慶典！（2019年7月18日－8月2日，六本木EX劇場）－與少年忍者共同演出
- 爸爸媽媽第一 裸之少年 夏季慶典！Open Live（2019年8月3日、8月7日，六本木新城競技場）
- 小傑尼斯8.8慶典～從東京巨蛋啟程～（2019年8月8日，東京巨蛋）
- 爸爸媽媽第一 裸之少年 夏季慶典！～與家人Goodbye Summer～（2019年8月24日、8月25日，六本木EX劇場）
- Summer Paradise 2020 俺担ヨシヨシ 自担推し推し 緊急特別魂（2020年8月21日－23日，Johnny's net online）
- 緊急直播!! Johnny's World Happy LIVE with YOU Jr.慶典 〜Wash Your Hands〜（2020年8月26日，Johnny's net online）
- Johnnys' Jr. Island FES（2020年11月28日、29日，Johnny's net online）
- Summer Station Live THE FUTURE（2021年7月18日－23日、8月23日－28日，六本木EX劇場）
- Spring Paradise You&美（2022年3月20日－21日，PIA ARENA MM、4月30日－5月1日，名古屋市綜合體育館）
- Mynavi Summer Station Live 未來少年（2022年8月20日－28日，六本木EX劇場）

### 活動
- 朝日電視台・六本木新城夏季慶典 SUMMER STATION（2017年7月15日－8月27日）－與HiHi Jets共同應援[10]
- 朝日電視台・六本木新城夏季慶典 SUMMER STATION 開幕前直播（2018年7月12日、六本木新城競技場）
- 朝日電視台・六本木新城夏季慶典 SUMMER STATION（2018年7月14日－8月26日）－與HiHi Jets共同應援
- 朝日電視台・六本木新城夏季慶典 SUMMER STATION（2019年7月13日－8月25日）－與HiHi Jets共同應援
- 第79屆 二世週日本祭（2019年8月10日、8月11日，洛杉磯日本文化中心）
- THANK YOU～KOYASAN～（2019年8月11日，高野山別院）
- Girls Award 2019 AUTUMN / WINTER（2019年9月28日，幕張展覽館）

### 電影
- 電影版 少年們（2019年3月29日公開，松竹）

### 電視劇
- 盛夏的少年～19452020（2020年7月31日－9月18日，朝日電視台）－主演
- THE HIGH SCHOOL HEROES（2021年7月31日－9月18日，朝日電視台）－主演
- 朋友遊戲R4（2022年7月23日－，朝日電視台）－主演

### 電視節目
- Johnny's Jr.dex（2017年10月22日－2018年3月4日，富士電視台）[11]
- 裸之少年（2018年6月9日－，朝日電視台）[12]- 與HiHi Jets合作
- 盛夏的少年～我們是小傑尼斯～（2019年9月1日，富士電視台）
- 美 少年亭（2022年11月13日，BS富士）[13]

### 網路節目
- 小傑尼斯頻道（2018年3月21日－，YouTube）[14]－星期六
- 特撮美 少年（2021年7月31日－，TELASA）

### 廣播節目
- らじらー!サタデー（2021年4月10日－，NHK廣播1台）－晚間10點MC

### 廣告
- AOKI「freshers」（2020年2月－）
- Johnnys' Island & Wonder Planet「DecoLu」（2020年3月－）
- BIGLOBE「donedone」（2021年7月－）
- PIZZA-LA
  - 「バターチキンカレーのよくばりクォーター」（2022年7月2日－）
  - 「紅ズワイのグルメクォーター」（2022年11月5日－）
- TIRTIR「マスクフィットクッション」（2022年9月－）

### 寫真集
- GALAXY BOX（2017年10月31日發行，集英社）－以「HiHi B少年」的名義（ISBN 978-4-08-907060-4）

### 單獨演唱會
| 年份   | 演唱會名稱                                               | 會場規模                                                                                         | 備註                 |
| ------ | -------------------------------------------------------- | ------------------------------------------------------------------------------------------------ | -------------------- |
| 2023年 | 美 少年 ARENA TOUR 2023 We are 美 少年 〜Let's sing it〜 | 9公演 3月4日 - 3月5日 名古屋綜合體育館 3月29日 - 3月30日 橫濱體育館 5月2日 - 5月3日 大阪城音樂廳 | 首次全國巡迴演唱會。 |

## 外部連結
- Johnny's 官網 （页面存档备份，存于）（日語）
- 傑尼斯島嶼 ISLAND TV－美 少年 （页面存档备份，存于）（日語）
- YouTube上的小傑尼斯官方YouTube頻道頻道（日語）
- YouTube上的Johnny's Jr. Channel - 美 少年播放列表（日語）